# غريفين ماني
غريفين ماني هو سياسي أسترالي، ولد في 17 يونيو 1865 في Silk Willoughby ‏ في المملكة المتحدة، وتوفي في 1 سبتمبر 1958 في بانباري في أستراليا. نشط حزبياً في Nationalist Party (Australia) ‏. وقد انتخب عضو الجمعية التشريعية لأستراليا الغربية ‏.